# Draba japonica
Draba japonica là một loài thực vật có hoa trong họ Cải. Loài này được Maxim. mô tả khoa học đầu tiên năm 1877.